# جاستین هورویتز
جاستین گیبریل هورویتز (به انگلیسی:Justin Gabriel Hurwitz)، متولد ۲۲ ژانویه ۱۹۸۵، آهنگ‌ساز، نویسنده و ترانه‌سرای آمریکایی است. هورویتز بیش‌تر برای ساخت موسیقی فیلم موزیکال لا لا لند به کارگردانی دیمین شزل شناخته می‌شود. هورویتز از دوران نوجوانی شروع به یادگیری موسیقی کرد و در دوران تحصیل خود در دانشگاه هاروارد با دیمین شزل آشنا شد و دوستیش با او شکل گرفت. به غیر از لالا لند، هورویتز برای سه فیلم دیگر شزل، یعنی گای و مدلین روی نیمکت پارک، ویپلش و نخستین انسان موسیقی متنْ ساخته‌است. او برای آهنگسازی فیلم لا لا لند برندهٔ چندین جایزه معتبر شد، از جمله: جایزه اسکار بهترین موسیقی فیلم؛ جایزه اسکار بهترین ترانه (برای ترانه شهر ستاره‌ها)؛ جایزه گلدن گلوب بهترین موسیقی و جایزه گلدن گلوب بهترین ترانه غیراقتباسی (ترانه شهر ستاره‌ها) همچنین، هورویتز به خاطر ساخت موسیقی لالا لند برندهٔ دو جایزه گرمی نیز شده‌است.
 هورویتز به خاطر موسیقی فیلم نخستین انسان در هفتاد و ششمین دوره جوایز گلدن گلوب، برای دومین بار برندهٔ بهترین جایزه موسیقی متن شد و در در بیست و سومین دوره جوایز ستلایت نیز این موفقیت را تکرار کرد.

## آثار
| سال     | عنوان                      | نقش                | توضیحات |
| ------- | -------------------------- | ------------------ | --- |
| ۲۰۰۹    | گای و مدلین روی نیمکت پارک | آهنگساز            | نخستین فیلمی بود که وی برای آن موسیقی متن ساخت.                                                                               |
| ۲۰۱۱    | سیمپسون‌ها                  | نویسنده اپیزود اول | |
| ۲۰۱۱–۱۵ | لیگ                        | نویسنده ۷ اپیزود   | |
| ۲۰۱۴    | ویپلش                      | آهنگساز            | نامزد دریافت جایزه بهترین موسیقی متن از جشنواره گرمی                                                                          |
| ۲۰۱۶    | لا لا لند                  | آهنگساز            | برنده جایزه گلدن گلوب بهترین موسیقی در هفتاد و چهارمین دوره گلدن گلوب و اسکار بهترین موسیقی از هشتاد و نهمین دوره جوایز اسکار |
| ۲۰۱۸    | نخستین انسان               | آهنگساز            | برنده جایزه گلدن گلوب بهترین موسیقی در هفتاد و ششمین دوره جوایز گلدن گلوب                                                     |
| ۲۰۲۲    | بابیلون                    | آهنگساز            | برنده جایزه اسکار، گلدن گلوب و ...                                                                                            |